# Gottlob Ludwig Rabenhorst
Gottlob Ludwig Rabenhorst (født 22. marts 1806 i Treuenbrietzen, død 24. april 1881 i Meißen) var en tysk botaniker. Autornavnet Rabenh. kan bruges for Gottlob Ludwig Rabenhorst sammen med et videnskabeligt artsnavn inden for botanikken. (Wikipedia-artikler der bruger autornavnet)
Rabenhorst levede som privatmand, først i Dresden, senere i Meissen. Han studerede særlig kryptogamer og udgav Deutschlands Kryptogamenflora (1844—48, 2 bind). Dette værk blev senere omarbejdet og udgivet under titlen Kryptogamenflora von Deutschland, Österreich und der Schweiz i 6 bind, hvoraf 1. bind (1881—1905) omhandler svampe (ved Heinrich Georg Winter, Eduard Fischer, Andreas Allescher og  Gustav Lindau), 2. bind (1882—85) havalger (ved Ferdinand Hauck), 3. bind (1884—89) bregneplanter (ved Christian Luerssen), 4. bind (1885—1904) løvmosser (ved Karl Gustav Limpricht), 5. bind (1889—1900) characeer (ved Walter Migula) og 6. bind (1906) halvmosser (ved Karl Müller). Rabenhorst. publicerede desuden flere for sin tid vigtige arbejder over sporeplanter, således: Die Süsswasserdiatomazeen (1853), Beiträge zur näheren Kenntnis und Verbreitung der Algen (1863—70, 2 bind), Flora europæa algarum aque dulcis et submarinæ (1864—68, 3 bind), Mycologia europæa (1869—82), med flere. Han grundlagde og udgav fra 1852 tidsskriftet Hedwigia, Notizblatt für kryptogamische Studien.